# 2022 sur Internet
Cet article présente les faits marquants de l'année 2022 sur Internet.

## Évènements

### Avril
- 14 avril : Elon Musk propose d'acheter le réseau social Twitter pour 43 milliards de dollars. Le rachat sera finalisé le 27 octobre de la même année pour 44 milliards de dollars.

### Novembre
- 30 novembre : lancement de Chat-GPT.